# Gismondina
La gismondina es un mineral de la clase de los tectosilicatos, y dentro de esta pertenece al llamado grupo de las zeolitas. Fue descubierta en 1817 en Capo di Bove, en la región de Lacio (Italia), siendo nombrada así en honor de Carlo G. Gismondi, mineralogista italiano que previamente había descubierto el mineral "zeagonita", que hoy día no se considera propiamente una especie  mineral, sino un tipo de gismondina,  y que fue el primero en examinarla.

## Características físicas y químicas
Es un aluminosilicato de calcio. Como las demás zeolitas, lo que antes era la especie gismondina está actualmente dividida en función de cual sea el catión intercambiable dominante. En el caso de la gismondina, solamente se conoce en la naturaleza hasta ahora la gismondina-Ca, que responde a la fórmula indicada anteriormente. No obstante, en algunas escorias de fundición antiguas se ha encontrado la gismondina-Ba, y es probable que se encuentre la gismondina con otros cationes.
Los cristales de gismondina tienen una morfología muy característica, que permite distinguirla con facilidad de muchas otras zeolitas. Habitualmente tienen forma de dipirámide pseudotetradonal, aunque realmente se trata de una macla formada por dos cristales.

## Formación y yacimientos
La gismondina es una zeolita comparativamente poco frecuente, de la que se conocen unas 50 localidades en el mundo. Se encuentra habitualmente en cavidades de distintos tipos de rocas volcánicas, asociada a otras zeolitas, como la  phillipsita-Ca. También aparece en fisuras de rocas calcosilicatadas, formada por acción hidrotermal. En España se ha encontrado en algunos de los volcanes extinguidos del Campo de Calatrava (Ciudad Real), especialmente en el conocido como Cerro Moreno.